# Kabezi
Kabezi è un comune del Burundi situato nella provincia di Bujumbura Rurale con 49.079 abitanti (censimento 2008).

## Geografia antropica

### Suddivisioni amministrative
Il comune è suddiviso in 11 colline.